# لين دوسن
لين دوسن (بالإنجليزية: Len Dawson)‏ هو لاعب كرة قدم أمريكية أمريكي، ولد في 20 يونيو 1935 في ألايانس في الولايات المتحدة.

## وصلات خارجية
- لين دوسن على موقع مرجع كرة القدم المحترفة.كوم (الإنجليزية)
- لين دوسن على موقع IMDb (الإنجليزية)
- لين دوسن على موقع الموسوعة البريطانية (الإنجليزية)
- لين دوسن على موقع إن إن دي بي (الإنجليزية)